# Tuonela (album)
Tuonela je četrti studijski album finske Heavy Metal skupine Amorphis, izdan leta 1999.

## Seznam pesmi
1. The Way - 4:35
2. Morning Star - 3:50
3. Nightfall - 3:52
4. Tuonela - 4:32
5. Greed - 4:17
6. Divinity - 4:56
7. Shining - 4:24
8. Withered - 5:44
9. Rusty Moon - 4:56
10. Summer's End - 5:37
11. Northern Lights - 3:18